# Геологічний контакт

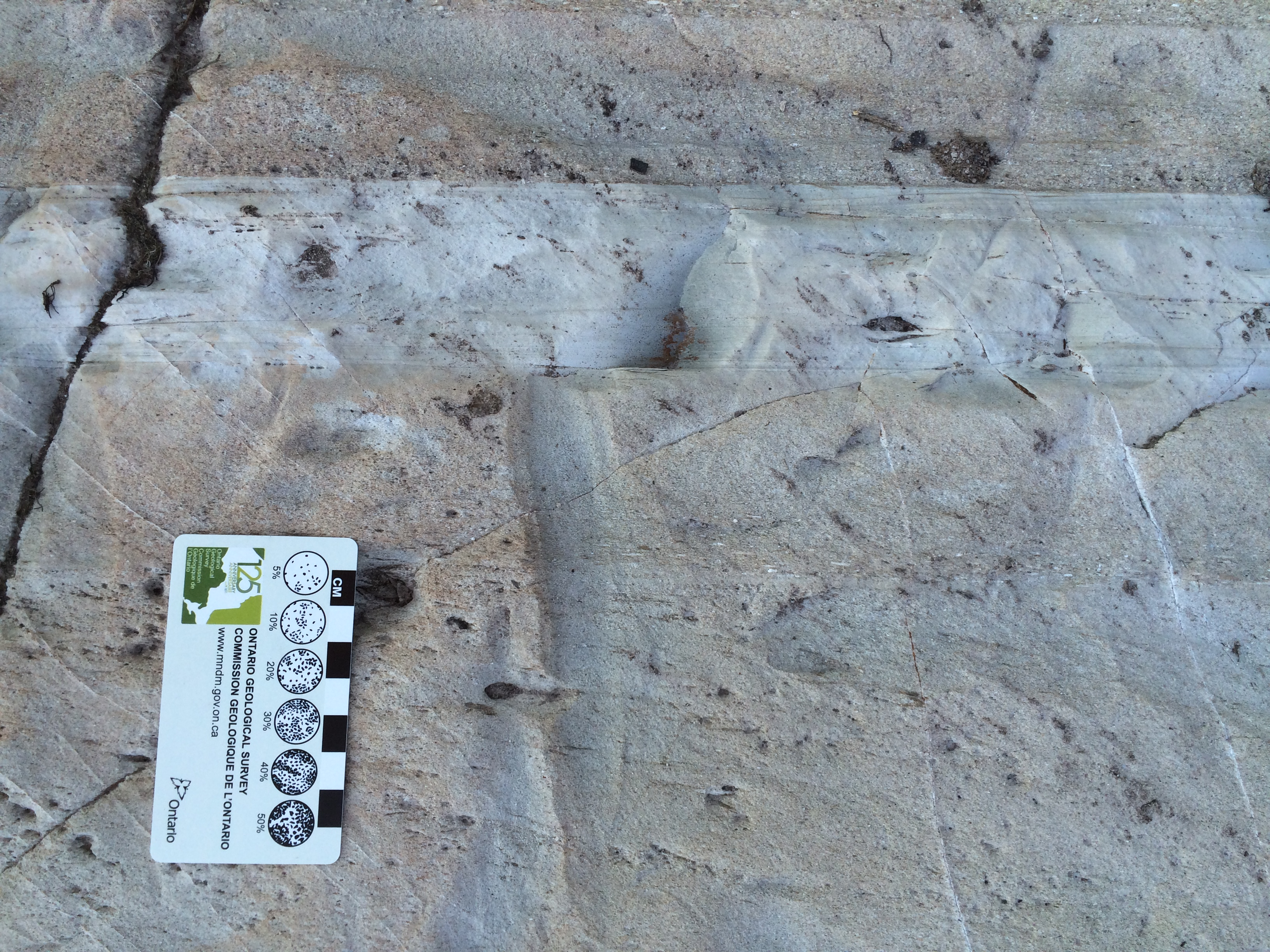
Різкий, сумісний піщаний піщаний контакт, біля тераси Бей, Онтаріо, Канада.

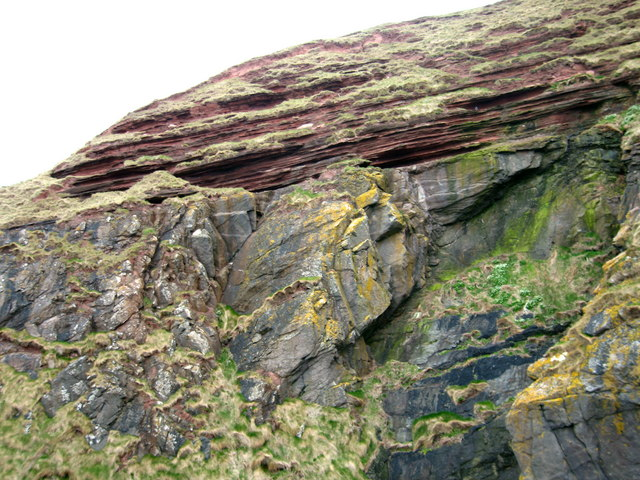
Кутова невідповідність Хаттона, Siccar Point, Шотландія, Велика Британія.

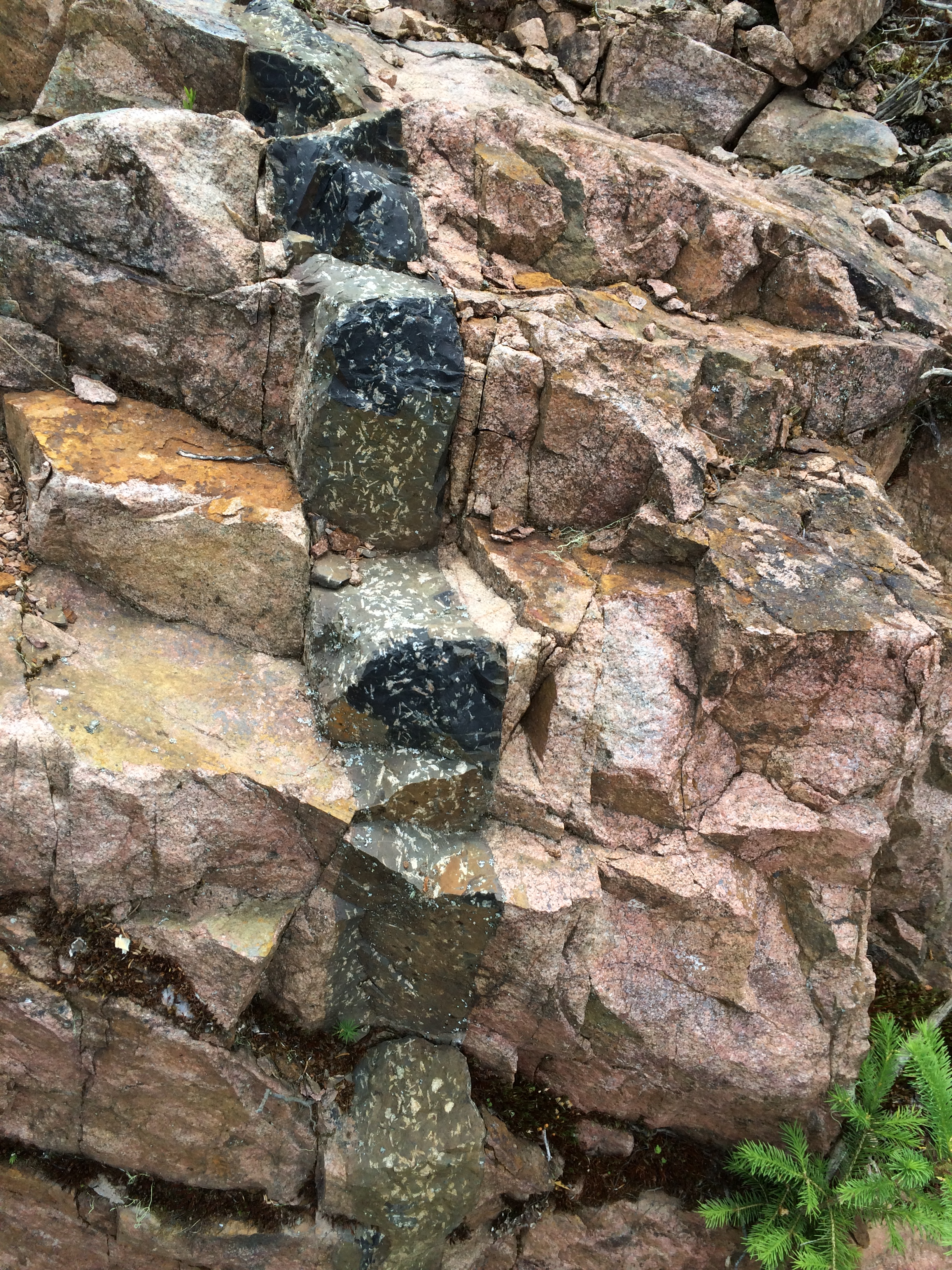
Інтрузивні контакти поблизу Terrace Bay, Онтаріо, Канада.

Геологі́чний конта́кт — площина (поверхня) зіткнення різних гірських порід.
Розрізняють геологічні контакти
- нормальні, або стратиграфічні,
- інтрузивні,
- тектонічні.

## Опис окремих видів контактів
- Відповідні (сумісні) контакти не представляють часового розриву в геологічному записі [1]. Зазвичай вони планарні, хоча можуть мати злегка нерегулярну топографію. Ці контакти являють собою постійне, безперебійне осідання та накопичення осадових порід, або являють собою потоки лави [2]. Контакти підстилки являють собою зміну швидкості осадження або зміни середовища зберігання.

- Невідповідний (несумісний) контакт - прогалини в геологічному записі всередині стратиграфічної одиниці. Ці прогалини можуть бути спричинені періодами неосадження або ерозією. Як результат, дві сусідні скельні одиниці можуть мати різний вік.
- Кутова невідповідність. Цей тип невідповідності розділяє шари зверху та знизу, не паралельні один одному [3]. Відносно плоскі молодші верстви накладаються на старіші верстви.
- Інтрузивні контакти - це поверхні між приймаючою скелею та  магматичним тілом. Старіша гірська порода скелі перетинається молодшим магматичним тілом. Характер вторгнутого тіла залежить від його складу та глибини. Поширені приклади - магматичні дамби, підвіконня, плутони та батоліти. Залежно від складу магми, інтрузивне тіло може мати складну внутрішню структуру, яка може забезпечити уявлення про його зміщення.